# 가사사정
가사사정(일본어: 笠沙町)은 일본 가고시마현 가와나베군 서부에 있는 정으로 정역은 노마 반도의 대부분을 차지했다. 2005년 11월 7일, 가세다시·오우라정·보노쓰정·긴포정과 합병해, 미나미사쓰마시가 되었다.

## 역사
- 1889년 4월 1일 - 정촌제 시행에 의해 이전의 정역에 해당하는 니시카세다촌이 성립하였다.
- 1922년 12월 31일 - 가사시촌으로 개칭되었다.
- 1940년 11월 10일 - 정으로 승격해 가사시정이 되었다.
- 2005년 11월 7일 - 가세다시·오우라정·보노쓰정·긴포정과 합병해 미나미사쓰마시가 되어 소멸하였다.

## 행정
- 정장:나카오 마사쿠 (中尾昌作)

### 인구
- 총인구 3,838명
- 남성 인구 1,725명
- 여성 인구 2,113명
- 아동인구 368명
- 생산가능인구 1,865 명
- 노령인구 1,605 명
  - 총무성 통계국 「헤세 12년 국제조사」로부터

## 교통

### 도로
- 국도 226호선

## 참고 문헌
- 角川日本地名大辞典編纂委員会,『角川日本地名大辞典 鹿児島県』1983, 角川書店